# Piper PA-38 Tomahawk
El Piper PA-38-112 Tomahawk es un avión biplaza de propósito general con tren de aterrizaje fijo en triciclo, diseñado originalmente para vuelos de entrenamiento, turismo y uso privado.

## Desarrollo
El Tomahawk fue el intento de Piper de crear un avión de entrenamiento biplaza asequible. Antes de comenzar los trabajos de diseño Piper consultó ampliamente con los instructores de vuelo para obtener información de primera mano. Los instructores solicitaban un aparato capaz de volar en espiral(tirabuzon) durante más tiempo, puesto que otros biplazas de entrenamiento tales como los Cessna 150 o 152 fueron diseñados para salir espontáneamente de una espiral(tirabuzon). El perfil alar GA(W)-1 Whitcomb creado por la NASA y aplicado en el Tomahawk respondía a este problema al requerir la intervención del piloto para recuperarse de una entrada en espiral, lo que permitía alcanzar un mayor dominio de estas situaciones. 
Otra característica del Piper Tomahawk que favoreció su empleo como avión para principiantes es que el control de vuelo es parecido al de otros aviones mucho mayores. Gracias a esto a los pilotos que aprendieron a volar en un Tomahawk les resulta mucho más fácil pasar a aviones mayores, de ahí la popularidad del Tomahawk en los clubs de vuelo de las Fuerzas Aéreas de los Estados Unidos.

## Producción
El Tomahawk fue presentado en 1977 como el modelo de 1978. La producción se mantuvo hasta 1982, con un total de 2484 unidades fabricadas. Los modelos de 1981 y 1982 fueron diseñados como Tomahawk II e incorporaron mejoras tales como la climatización de cabina, el sistema anticongelante de las alas, mayor empuje del motor, tratamiento anticorrosión de zirconio en todo el fuselaje, mejor aislamiento sonoro de la cabina, mayores ruedas para aumentar el espacio del motor en tierra y mejor funcionamiento en pistas sucias y con hierba, entre otras.

## Récord de seguridad

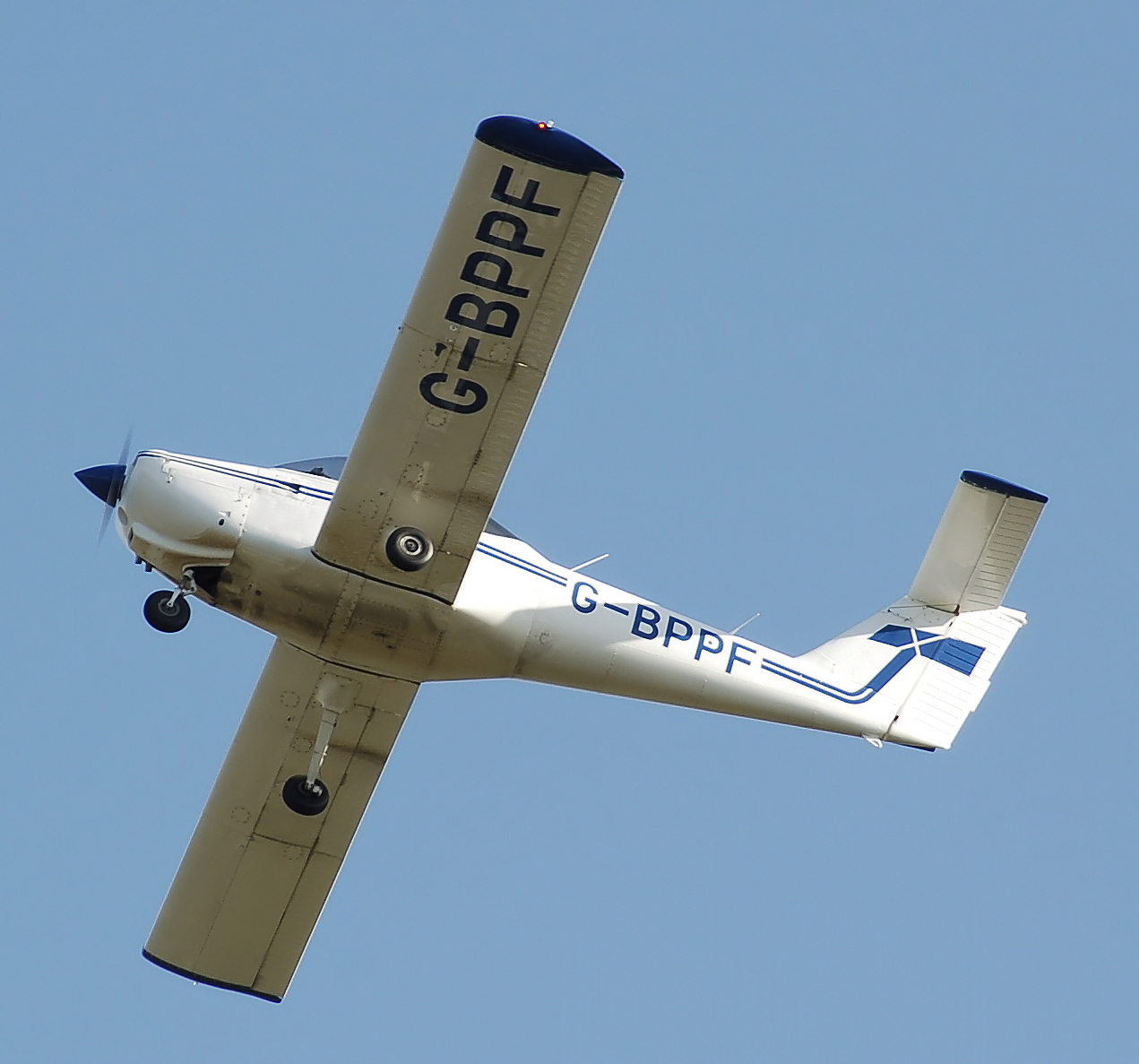
PA-38 volando sobre el Aeropuerto de Bristol

Según la Aircraft Owners and Pilots Association Air Safety Foundation, el Piper Tomahawk tiene una tasa de accidentes por hora de vuelo un tercio menor que la serie comparable Cessna 150/152. Sin embargo, el Tomahawk posee una mayor tasa de accidentes fatales por hora por vuelos en espiral. Con un entrenamiento y comprensión de las características más avanzadas del aparato adecuados, estos problemas pueden ser fácilmente evitables. 
Una temprana orden de la FAA recomendó ligeras modificaciones del perfil alar para mejorar las características del avión en momentos de falta de sustentación o de entradas en espiral, consiguiendo con ellas una drástica reducción de los accidentes debidos a estas últimas situaciones. 
A causa de estos problemas muchos pilotos e instructores apodaron al PA-38 como "Traumahawk".

## Usos
Además de su amplio uso como primer avión de entrenamiento, también es efectivo como avión turístico para dos personas gracias a una amplia y cómoda cabina. Aunque comparte rendimiento y coste similares con el Cessna 152, el PA-38 tiene una mejor ventilación de cabina basada en los sistemas de ventilación de los automóviles. Las velocidades de crucero oscilan entre los 90 y 110 nudos (de 167 a 204 km/h).

## Especificaciones técnicas (PA-38-112)

### Características generales
- Capacidad: 2
- Longitud: 7 m (23,1 ft)
- Envergadura: 10,36 m
- Altura: 2,77 m
- Peso vacío: 512 kg (1128,4 lb)
- Peso cargado: 757 kg (1668,4 lb)

PA-38 Tomahawk

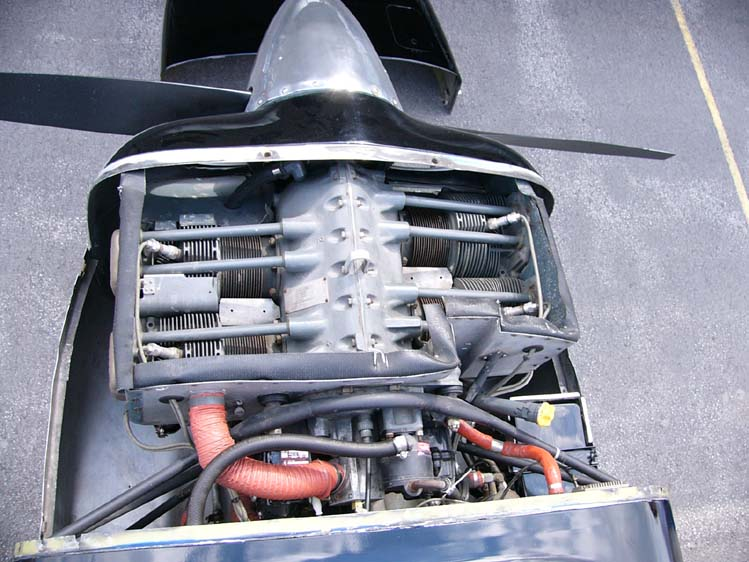
Motor Lycoming O-235-C2C montado en un American Aviation AA-1 Yankee.

- Planta motriz: 1× Motor alternativo de cilindros opuestos Lycoming O-235-L2C.
  - Potencia:  85 kW (112 HP)
- Hélices: Sensenich de dos palas y paso fijo

### Rendimiento
- Velocidad máxima operativa (Vno): 202 km/h (126 MPH; 109 kt)
- Alcance: 542 km
- Techo de vuelo: 4000 m (13 123 ft)
- Régimen de ascenso: 3,65 m/s